# Phyto sordidisquama
Phyto sordidisquama är en tvåvingeart som beskrevs av Villeneuve 1920. Phyto sordidisquama ingår i släktet Phyto och familjen gråsuggeflugor. Inga underarter finns listade i Catalogue of Life.